# Apple Card
L'Apple Card est une carte de crédit développée par Apple, conçue principalement pour être utilisée avec Apple Pay sur des appareils Apple tels qu'un iPhone ou une Apple Watch. Elle est disponible aux États-Unis depuis le 6 août 2019 à certains utilisateurs invités, et est proposée dans le reste du pays dès le 20 août 2019. 
L'Apple Card est annoncée lors d'un événement spécial Apple le 25 mars 2019. Contrairement aux événements précédents qui ont historiquement servi de vitrine pour annoncer le matériel à venir, cet événement s'est concentré sur les nouveaux logiciels et services Internet. Parmi les autres services annoncés lors de l'événement figurent Apple TV+, Apple News+ et Apple Arcade,.

## Historique
Apple Card est disponible aux États-Unis depuis le 6 août 2019 à une partie des utilisateurs inscrits et sélectionnés aléatoirement. 
Le service devrait s'ouvrir à tous les utilisateurs aux États-Unis dans le courant du mois d'août 2019.
En avril 2023, Apple annonce le lancement d'un compte d'épargne rémunéré.

## Caractéristiques
Apple Card n'impose pas de frais de retard, d'avance de fonds, d'utilisation internationale, de découvert ou de frais annuels, à l'exception des intérêts applicables lors du transfert du solde et des commissions d'interchange normalement facturés au fournisseur.

### Programme de récompense
La carte comporte un programme de cash back nommé "Daily Cash", qui rémunère à hauteur de 2% chaque achat effectué avec Apple Pay, 3% pour tout achat auprès d’Apple (tous services inclus) et 1% lors de l'utilisation de la carte physique. Les récompenses s'accumulent et sont versées quotidiennement via Apple Cash dans Apple Wallet.

### Vie privée
Un numéro de carte permanent unique est créé pour chaque appareil. Il est stocké dans un élément sécurisé de l'appareil, une puce de sécurité spéciale utilisée par Apple Pay. Chaque achat génère un "code de sécurité dynamique" unique, après authentification de l'utilisateur avec Face ID ou Touch ID. En raison des fonctions de confidentialité de la carte Apple, Apple ne sait pas ce qu'un client achète, à quel endroit et le montant de la transaction.

### Partenariats
Apple s'est associé à Goldman Sachs pour fournir le support d'une banque émettrice et à Mastercard afin de fournir le réseau de paiement mondial pour l'Apple Card.

### Carte physique
Apple a conçu une carte Apple en titane pour les achats dans les lieux où le paiement sans contact Apple Pay n’est pas accepté. La carte n'a pas de numéros, de cryptogramme visuel (CVV), de date d'expiration ou de signature imprimée sur la carte; Toutefois, si nécessaire, ces informations sont disponibles dans l'application Apple Wallet.

## Disponibilité
Bien que le président de Goldman Sachs ait fait entendre la possibilité d'une ouverture du service à l'international, son arrivée ne semble pas imminente en France. L'une des fonctionnalités clés de cette carte de crédit est le cashback, qui reverse un certain pourcentage de la somme payée à chaque achat sur le compte Apple Pay Wallet (disponible aux États-Unis uniquement). Pour reverser ce pourcentage, Apple trouve la somme dans les frais de commission d'interchange. Ils s'élèvent à 2% aux États-Unis et pourrait continuer d'augmenter. En France, le taux d'interchange est plafonné à 0,2%, il est donc impossible pour Apple de reverser un pourcentage à ses utilisateurs pour le moment. 
Goldman Sachs n’étant pas une banque implantée en France, Apple devra conclure des partenariats avec des banques françaises, ce qui pourrait constituer un frein au développement de l'Apple Card.